# Rhaphium palliaristatum
Rhaphium palliaristatum är en tvåvingeart som beskrevs av Yang och Saigusa 2001. Rhaphium palliaristatum ingår i släktet Rhaphium och familjen styltflugor.
Artens utbredningsområde är Guizhou (Kina). Inga underarter finns listade i Catalogue of Life.